# 高橋玄輝
高橋 玄輝（たかはし げんき、1910年12月18日 - 1978年6月25日）は、兵庫県出身の日本画家。
師である前田青邨を彷彿とさせる華麗な武者絵や、日本古代の人物たちを題材にした素朴な歴史画を中心に端正で味わいのある独自に境地を切り開き、武者絵の後世に残る画法を確立した。
青邨門下で院展系作家として、その俊才ぶりを遺憾なく発揮し、院展、京都中心の院展系作家尚院会展、現代美術京都秀作展、京都市美術展覧会等々に出品した。
昭和17年第29回院展で「義家と朗等光任」で初入選。その後昭和21年の第31回院展から、亡くなる前年の昭和52年まで32回連続入賞、奨励賞及び白寿賞2回、無審査4回、昭和39年日本美術院より「特待」に推挙、昭和40年第4回現代美術京都秀作展に於いて「四天王」が最優秀作に選ばれた。

## 代表作
- 「義家と朗等光任」
- 「登呂の女達」
- 「四天王」
- 「侠井河の小屋」
- 「上代の秋追想」